# Virginia Slims of Indianapolis 1987
Virginia Slims of Indianapolis 1987 — жіночий тенісний турнір, що проходив на відкритих кортах з твердим покриттям Indianapolis Racquet Club в Індіанаполісі (США). Належав до турнірів категорії 1+ в рамках Туру WTA 1987. Турнір відбувся увосьме і тривав з 25 жовтня до 1 листопада 1987 року. Несіяна Гелл Сіоффі здобула титул в одиночному розряді.

## Фінальна частина

### Одиночний розряд
Гелл Сіоффі —  Енн Сміт 4–6, 6–4, 7–6(12–10)
- Для Сіоффі це був єдиний титул за кар'єру.

### Парний розряд
Дженні Бірн /  Мішелл Джаггард —  Беверлі Бовіс /  Ху На 6–2, 6–3